# Egon von Bönninghausen (1899-1943)

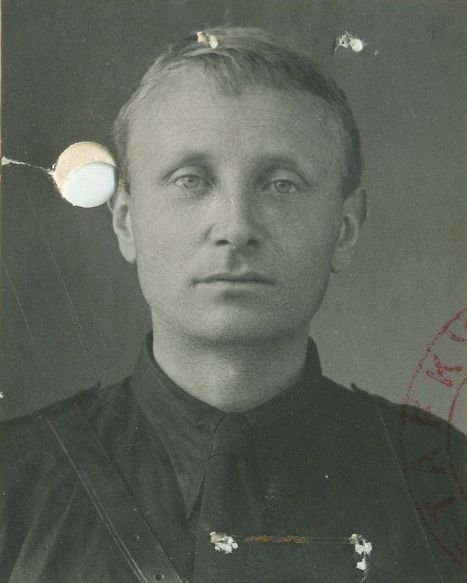
Egon von Bönninghausen

Egon Lodewijk Maria Theresia Jozef von Bönninghausen (Amsterdam, 15 maart 1899 – Stalino, 26 februari 1943) was een Nederlandse NSB-politicus en oostfrontsoldaat.

## Levensloop
Hij was lid van het geslacht Von Bönninghausen en was bewoner van Herinckhave. Zijn vader was directeur van een levensverzekeringsmaatschappij. Zijn broer jhr. mr. Ernst von Bönninghausen (1900-1973) was ook een aanhanger van de NSB en was burgemeester van Tubbergen en van Hilversum. Zijn oom jhr. Egon von Bönninghausen (1856-1933) was burgemeester van Borne.
In 1926 werd Von Bönninghausen tot burgemeester van Ootmarsum benoemd, nadat Alexander Eppo van Voorst tot Voorst hem had aanbevolen bij de minister van Binnenlandse Zaken. In de periode 1927-1931 was hij hier verwikkeld in de 'Ootmarsumse schoolstrijd' omdat hij weigerde een raadsbesluit tot bouw van een katholieke jongensschool uit te voeren. In 1932 en 1938 werd Von Bönninghausen herbenoemd. Hij werd per 1 maart 1939 oneervol ontslagen vanwege pro-Duitse uitlatingen tijdens een jachtmaaltijd. Zijn beroep tegen dit ontslag werd door de Centrale Raad van Beroep op 26 oktober 1939 afgewezen.
In maart 1940 werd hij lid van de NSB. Bij besluit van secretaris-generaal Frederiks van Binnenlandse Zaken van 18 september 1940 werd Von Bönninghausen benoemd tot burgemeester van Tubbergen. Door de rijkscommissaris voor het bezette Nederlandse gebied werd hij met ingang van 9 augustus 1941 benoemd tot commissaris van de provincie Overijssel, als opvolger van A.E. baron van Voorst tot Voorst.
Als vrijwilliger van het Vrijwilligerslegioen Nederland van de Waffen-SS vertrok hij op 28 augustus 1942 met verlof naar het Oostfront. Hij overleed op 43-jarige leeftijd in een oorlogshospitaal in Oekraïne aan eerder opgelopen verwondingen.